# Cozy Tapes Vol. 2: Too Cozy
Cozy Tapes Vol. 2: Too Cozy è il secondo album in studio del collettivo hip hop ASAP Mob, pubblicato 25 agosto 2017 con etichetta ASAP Worldwide, Polo Grounds e RCA Records.

## Descrizione
L'album è stato prodotto da artisti come Frank Dukes, RZA e Hit-Boy. Vede la collaborazione di Big Sean, Playboi Carti, Pro Era, Quavo, Lil Uzi Vert, Lil Yachty, Chief Keef, Gucci Mane, Schoolboy Q, Frank Ocean, Jaden Smith, Smooky Margielaa e Flatbush Zombies.

## Promozione
Il singolo promozionale dell'album, Wrong con ASAP Rocky e ASAP Ferg, è stato pubblicato il 28 aprile 2017 ed è stato prodotto da Harry Fraud. Il brano successivamente non è stato inserito nell'elenco delle tracce finale.
Il video musicale della canzone RAF, è stato pubblicato il 24 luglio 2017, diretto da ASAP Rocky e Austin Winchell.
Il 25 luglio 2017, l'ASAP Mob ha annunciato la tournée chiamata Too Cozy Tour per accompagnare l'album negli Stati Uniti da settembre a novembre 2017.

### Singoli
Il primo singolo, RAF con ASAP Rocky, Playboi Carti, Quavo, Lil Uzi Vert e Frank Ocean, è stato reso disponibile il 15 maggio 2017. Il secondo singolo, Feels So Good con ASAP Rocky, ASAP Ferg, ASAP Nast, ASAP Twelvyy e ASAP Ant, è stato pubblicato il 16 agosto 2017.

## Tracce
1. Skool Bus (Skit) – 2:15 (musica: Hector Delgado)
2. Perry Aye (feat. ASAP Rocky, ASAP Nast, Playboi Carti e Jaden Smith) – 2:26 (testo: Rakim Mayers, Tariq Devega, Nicolas Zita, Jordan Herff, Jordan Carter – musica: Pyroman, DJO Watt)
3. Please Shut Up (feat. ASAP Rocky, Key! e Gucci Mane) – 3:30 (testo: Mayers, Kelton Scott II, Radric Davis, Gerrell Nealy – musica: Franchise)
4. Blowin' Minds (Skateboard) (feat. ASAP Rocky, ASAP Nast, ASAP Ant, Chief Keef e Playboi Carti) – 3:27 (testo: Mayers, Devega, Jordan Jenks, Adam Kirkman, Keith Cozart, Carter – musica: Pi'erre Bourne)
5. Black Card (feat. ASAP Rocky e Smooky Margielaa) – 1:59 (testo: Mayers, Jared Evans, Anthony Corpuz, Toumani Diabate – musica: 5 Star Rico, Sdotfire)
6. Walk on Water (feat. ASAP Twelvyy, ASAP Ant, ASAP Nast, ASAP Ferg e Playboi Carti) – 3:56 (testo: Jamel Phillips, Kirkman, Devega, Darold Brown, Carter – musica: Hector Delgado)
7. BYF (feat. ASAP Rocky, ASAP Ant e Smooky Margielaa) – 2:54 (testo: Mayers, Kirkman, Christian Robles, Diabate, Davis – musica: Sly C, Delgado)
8. Get the Bag (feat. ASAP Rocky, ASAP Ferg, ASAP Ant, ASAP Nast, ASAP TyY, Playboi Carti e Smooky Margielaa) – 4:16 (testo: Mayers, Brown, Devega, Carter, Kirkman, Tyrone Walker, Diabate, Johansis Garcia – musica: Zoneout Worldwide)
9. Bahamas (feat. ASAP Rocky, ASAP Ferg, ASAP Twelvyy, Lil Yachty, Key!, Schoolboy Q e Smooky Margielaa) – 3:15 (testo: Mayers, Brown, Phillips, Marcus Slade, Nealy, Quincy Hanley, Diabate – musica: Slade Da Monsta)
10. Principal Daryl Choad (Skit) – 0:56
11. Frat Rules (feat. ASAP Rocky, Playboi Carti e Big Sean) – 3:38 (testo: Mayers, Chauncey Hollis, Joshua Luellen, Carter, Sean Eerson, Leon Ware, Pam Sawyer – musica: Hit-Boy, Southside)
12. FYBR (First Year Being Rich) (feat. ASAP Twelvyy, ASAP Rocky, ASAP Ant, ASAP Ferg, Key! e Playboi Carti) – 3:31 (testo: Phillips, Delgado, Mayers, Kirkman, Brown, Nealy, Carter, Göksel Baktagir – musica: Hector Delgado)
13. Feels So Good (feat. ASAP Rocky, ASAP Ferg, ASAP Nast, ASAP Twelvyy e ASAP Ant) – 3:25 (testo: Mayers, Brown, Devega, Phillips, Kirkman, Hollis, Adam Feeney – musica: Hit-Boy, Frank Dukes)
14. Coziest (feat. ASAP Twelvyy e Zack) – 2:46 (testo: Phillips, Martin Rodriguez, Zack Kharbouch – musica: Medi BPM)
15. What Happens (feat. ASAP Rocky, ASAP Ferg, ASAP Twelvyy, Playboi Carti, Joey Badass, Kirk Knight, Pro Era, Meechy Darko e Zombie Juice) – 3:39 (testo: Brown, Devega, Carter, Kirkman, Walker, Robert Diggs, Jo-Vaughn Scott, Kirlan Labarrie, Jesse Cordasco, Dimitri Simms, Antonio Lewis – musica: RZA)
16. RAF (feat. ASAP Rocky, Playboi Carti, Quavo, Lil Uzi Vert e Frank Ocean) – 4:15 (testo: Mayers, David Cunningha, Carter, Quavious Marshall, Symere Woods, Christopher Ocean – musica: Dun Deal, Vegyn, Michael Uzowuru)
17. Last Day of Skool (Skit) – 1:31

## Formazione
Musicisti
- ASAP Mob – rapping
- Big Sean – voce aggiuntiva
- Chief Keef – voce aggiuntiva
- CokeBoy Zack – voce aggiuntiva
- Donterio Hundon – voce aggiuntiva
- Frank Ocean – voce aggiuntiva
- Gucci Mane – voce aggiuntiva
- Jaden – voce aggiuntiva
- Joey Badass – voce aggiuntiva
- John C. Reilly – voce aggiuntiva
- Key! – voce aggiuntiva

- Kirk Knight – voce aggiuntiva
- Lil Uzi Vert – voce aggiuntiva
- Lil Yachty – voce aggiuntiva
- Meechy Darko – voce aggiuntiva
- Nyck Caution – voce aggiuntiva
- Playboi Carti – voce aggiuntiva
- Quavo – voce aggiuntiva
- ScHoolboy Q – voce aggiuntiva
- Smooky MarGielaa – voce aggiuntiva
- Zombie Juice – voce aggiuntiva

- Mike Carpenter – tastiera (traccia 7)

Produzione
- Hector Delgado – registrazione (tracce 1, 2, 4-9, 11–15, 17), missaggio (tutte le tracce)
- Frans Mernick – registrazione (tracce 2, 8, 9)
- Lynas – registrazione (traccia 2)
- Desi Aguilar – assistenza al missaggio (tracce 4, 5, 7, 13)
- Federico "C Sik" Lopez – registrazione (tracce 5, 7), assistenza al missaggio (tracce 6, 9, 11–14)
- Dan Fyfe – assistenza al missaggio (tracce 8, 15)
- Maximilian Jaeger – registrazione (traccia 11)
- Gregg Rominiecki – registrazione (traccia 11)

## Classifiche
| Classifica (2017) | Posizione massima |
| ----------------- | ----------------- |
| Australia         | 24                |
| Belgio (Fiandre)  | 40                |
| Belgio (Vallonia) | 126               |
| Canada            | 14                |
| Finlandia         | 42                |
| Francia           | 74                |
| Germania          | 77                |
| Nuova Zelanda     | 17                |
| Norvegia          | 26                |
| Paesi Bassi       | 31                |
| Regno Unito       | 54                |
| Repubblica Ceca   | 37                |
| Stati Uniti       | 6                 |
| Svizzera          | 54                |